# Claude de Lorraine, duc de Chevreuse

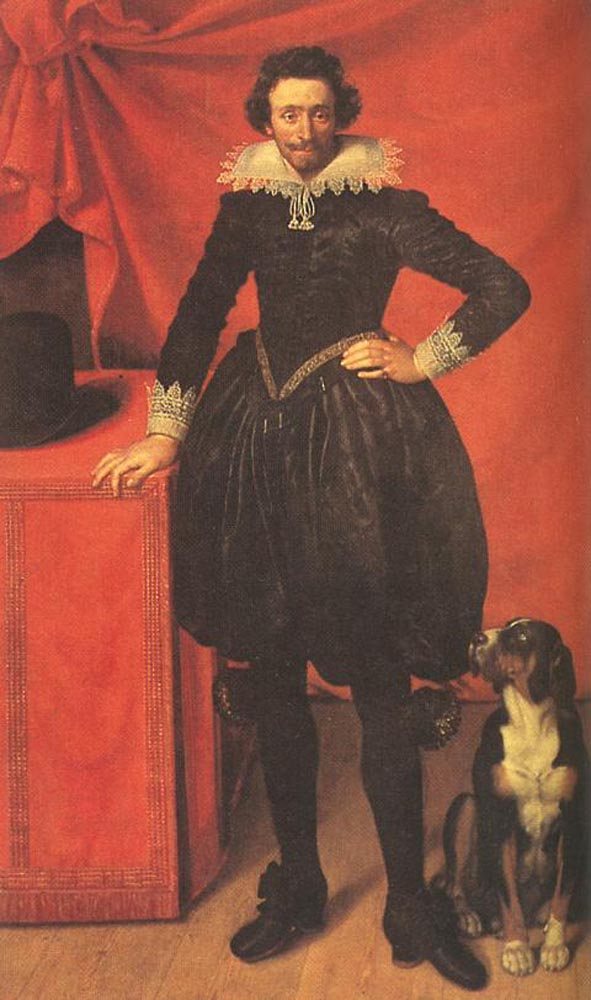
Claude de Lorraine, prince de Joinville, Frans Pourbus der Jüngere, 1610, Althorp House

Claude de Lorraine (* 5. Juni 1578; † 24. Januar 1657), Fürst von Joinville und Herzog von Chevreuse, war ein französischer Prinz aus dem Haus Guise, Zeitgenosse der Könige Heinrich IV. und Ludwig XIII.
Er war der Ehemann von Marie de Rohan, Herzogin von Chevreuse (1600–1679), der berühmten Intrigantin am französischen Hof.

## Leben
Er war der fünfte Sohn und das siebte Kind von Henri I. de Lorraine, duc de Guise aus dem Hause Guise, einer jüngeren Linie des Hauses Vaudémont, der seit 1483 regierenden Herzöge von Lothringen, und der Catherine de Clèves, Gräfin von Eu. Als Prince de Joinville wurde er am 12. März 1612 durch Ludwig XIII. zum Duc de Chevreuse und am 21. August 1627 zum Pair de France ernannt. 1621 wurde er Großkammerherr von Frankreich, und am Ende der ersten Hugenotten-Rebellion (1620–1622), nach der Belagerung von Montpellier, an der er teilnahm, Grand Fauconnier de France. 1623/24 war er Premier Gentilhomme de la Chambre du Roi. Er war Gouverneur von Auvergne, Bourbonnais und Picardie. Laut Agnes Strickland nahm er am 1. Mai 1625 als Stellvertreter des französischen Königs an der Hochzeit des englischen Königs Karl I. mit Henrietta Maria von Frankreich, der Schwester Ludwigs XIII., teil und wurde im gleichen Jahr von Karl I. in den Hosenbandorden aufgenommen.
Am 22. April 1622 heiratete er, selbst 44 Jahre alt, Marie de Rohan, Tochter von Hercule de Rohan, Herzog von Montbazon, und Witwe von Charles d’Albert, duc de Luynes (die Favoritin des Königs, von dem sie einen Sohn hatte, dessen Pate der König wurde).
Claude de Lorraine und Marie de Rohan bekamen drei Töchter:
- Anne Marie († 5. August 1652), Äbtissin von Pont-aux-Dames
- Charlotte Marie (* 1625 in Richmond (London); † 7. November 1652 in Paris), Geliebte des Kardinals Jean-François Paul de Gondi
- Henriette († 25. Januar 1693 Paris in der Abtei Port-Royal de Paris), Kanonikerin in der Abtei Remiremont, 1652 Äbtissin von Pont-aux-Dames, dann Äbtissin von Notre-Dame de Jouarre

Er bezog mit seiner neuen Familie eines der Schlösser, die das Haus Guise in der Umgebung der Paris besaß, das Schloss Dampierre (Yvelines) bei Chevreuse.
Claude de Lorraine starb am 24. Januar 1657 ohne männliche Nachkommen und wurde in Paris in der Kirche St-Joseph-des-Carmes bestattet.

## Intrige
Selbst ohne große Konturen, gelang es ihm, sich von den Verschwörungen seiner Frau fernzuhalten, war aber vor 1600, d. h. in der Zeit vor seiner Heirat, in eine gegen Catherine Henriette de Balzac d’Entragues, der Mätresse Heinrichs IV. verwickelt.
Mit Unterstützung der Königin Maria de’ Medici, die der Arroganz von Henriette d‘Entragues, der Geliebten ihres Mannes müde war (Heinrich IV. hatte Henriette ein schriftliches Eheversprechen gegeben), gelang es Julienne-Hippolyte d’Estrées, vom Prince de Joinville, einem ehemaligen Geliebten Henriettes, jene Briefe zu bekommen, die ihm Henriette geschrieben hatte, vor allem diejenigen, in denen sie sich über den König und die Königin mokierte. Sobald Julienne-Hippolyte diese Briefe in ihren Händen waren, ließ sie sie Maria de’ Medici sehen, die sich vor Freude kaum halten konnte. Die Königin brauchte nicht lange, um Julienne-Hippolyte dazu zu bringen, die besagten Briefe dem König zu zeigen. Das Treffen dazu fand in einer Kirche statt, die Intrige trug Früchte, aber nicht auf Dauer.
Henriette, die über das Komplott auf dem Laufenden war, versuchte, die Situation zu ihren Gunsten zu wenden. Ein Sekretär wurde engagiert, um alle Arten von Schreiben angeblicher Geliebter Julienne-Hippolytes zu fälschen. Danach war der König davon überzeugt, dieser Sekretär auch die Briefe Henriettes an Joinville gefälscht hatte, um die Wünsche seiner Herrin zu befriedigen. Henriette gelang es zudem, den König von ihrer Unschuld zu überzeugen und sie versöhnten sich. Henriette d‘Entragues gewann ihren Einfluss auf den König zurück – und Julienne-Hippolyte wurde gebeten, sich nach Le Havre zurückzuziehen.